# 小池祐貴
小池祐貴（日语：／ Koike Yuuki，1995年5月13日—），日本男子田徑運動員，專長為短距離。北海道小樽市出身。2018年6月23日晚，第102屆日本陸上競技選手權大會100公尺決賽，小池祐貴以10.17秒（W：+0.6）獲得第四。

## 田徑生涯

### 高中之前
小池祐貴在就讀小樽市立櫻小學校、立命館慶祥中學校的九年間都是打棒球的，在中學三年級的夏天之前一直都是擔任「王牌」的第四棒。然而小池祐貴以「想嘗試個人運動」為理由開始轉向田徑，中學三年級的秋天在100m跑出了12秒21的成績。

### 高中時期
進入立命館慶祥高校之後，小池祐貴正式展開田徑練習。
2011年，高一的小池祐貴參加「第64回全國高等學校綜合體育大會陸上競技大會」，100m項目闖進準決賽；國民體育大會少年B組的100m則獲得第二名，與第一名的秒差為0.05秒。
2012年，升上高二的小池祐貴參加了「第65回全國高等學校綜合體育大會陸上競技大會」、國民體育大會及日本青少年選手權都闖進了前八，其中在日本青少年選手權當中，100m取得了第二名、200m則取得了第三名的成績。國民體育大會的少年A組則以10秒51的成績排名第二，僅次於前一年的冠軍、跑出10秒22的桐生祥秀。
2013年，高三的小池祐貴在100m項目跑出10秒38、200m則跑出20秒89，雙雙樹立北海道高中生紀錄。但是與「第一個跑進10秒內的日本人」桐生祥秀（當時最佳紀錄10.01秒）的正面對決卻從來沒有贏過，包含該年度的「全國高等學校綜合體育大會陸上競技大會」100m及200m、國民體育大會少年A組的100m以及日本青年選手權的200m，小池祐貴都敗給桐生祥秀，只拿下第二名。尤其是在全國高等學校綜合體育大會陸上競技大會，小池祐貴在100m決賽跑出10秒38、200m決賽跑出20秒99，這個成績在往年的賽事就算拿冠軍也不奇怪，但桐生祥秀在該屆賽事100m和200m分別以10秒19和20秒66強勢奪金，並寫下了大會新紀錄。200m的賽事結束之後，小池祐貴首度流下了不甘心的淚水。而在桐生祥秀缺席的日本青年選手權當中，小池祐貴在100m以10秒43的成績獲得冠軍，這是他第一個全日本冠軍。

### 大學時期
2014年
4月，進入慶應義塾大學綜合政策學部。5月，靜岡國際陸上競技大會的200mB組決賽跑出了20秒61的成績，這是當時日本青年歷代第六位的秒數。
7月，小池祐貴出征在美國尤金舉辦的世界青年錦標賽，這是他首度參加國際賽會，並在200m躋身決賽，成為繼2000年大前祐介、2010年飯塚翔太之後，第三個在這個項目進入決賽的日本人，該屆賽事中，隸屬大東文化大學的森雅治也闖進了200m決賽，這是首度有兩個日本選手同時進入200m決賽。小池祐貴在跑完4x100m接力預賽之後的1小時20分站在了200m決賽的賽場，最終是以20秒34（正風2.3m/s）的成績完賽，僅落後第三名的選手0.03秒而與獎牌失之交臂。4x100m決賽擔任第三棒（川上拓也－桐生祥秀－小池祐貴－森雅治），以39秒02的成績奪得銀牌，是日本在該項目取得的最佳成績，也直逼當時的日本青年紀錄39秒01。
9月，在日本學生陸上競技對校選手權大會4x400m接力擔任最後一棒，最終以3分04秒58取得冠軍，這是小池祐貴第一個「學生日本一」，同時也是慶應義塾大學時隔61年再度在該項目拿下冠軍。
10月，在日本青少年選手權100m力壓大嶋健太、Sani Brown等人蟬聯該項目冠軍。
2015年
5月，在關東學生陸上競技對校選手權大會中右腳受傷。
6月，小池祐貴出征亞洲田徑錦標賽，這是他首度入選成人代表隊。
7月，出征在南韓光州舉辦的世大運，在100m準決賽中，因為起跑之後失去平衡，差0.07秒而沒有能闖進決賽。在4x100m接力預賽中擔任第三棒並進入決賽，但決賽則因為受傷而沒有出場。
2017年
小池祐貴擔任慶應義塾體育會競走部第100任的隊長，團隊目標為「One Up」。
9月，在日本學生陸上競技對校選手權大會200m決賽中以20秒58奪冠，時隔三年更新自己的最佳成績（原先為20秒61），這是自2014年以來小池祐貴在度獲得全國性的冠軍，也是他第一個200m冠軍。

### 社會人時期
2018年
4月，進入ANA。教練為原日本跳遠紀錄保持者臼井淳一。同月在織田幹雄紀念國際陸上競技大會SEIKO CHALLENGE的100m比賽中，時隔四年將自己的最佳成績從10秒32大幅推進到10秒20。
6月，在第102回日本陸上競技選手權大會兼2018雅加達－巨港亞運選考會中，雙雙更新自己的100m及200m最佳成績。100m成績10秒14獲得第四名、200m成績
20秒42獲得第二名，這讓小池祐貴取得代表日本參加2018亞運田徑200m的資格。
8月，小池祐貴於2018年亞洲運動會代表日本隊參與田徑200公尺，決賽中小池祐貴跑出20.23秒，更新自己的最佳成績，之後經過終點攝影判定小池祐貴以0.002秒的差距贏楊俊瀚，獲得金牌，同時也是日本時隔12年之後再度在該項目獲得金牌。另外在亞運的4x400m接力中擔任第二棒（Julian Walsh－小池祐貴－安部孝駿－飯塚翔太），以3分01秒94的成績獲得銅牌。
12月，從ANA退社、移籍到住友電工。
2019年
7月，在倫敦舉辦的鑽石聯賽的100m決賽中以9秒98的成績名列第四，刷新個人最佳成績的同時，也成為繼桐生祥秀和Sani Brown之後，第三個跑進10秒內的日本人。
9月，小池祐貴代表日本參加2019年世界田徑錦標賽，並出賽100m、200m以及4x100m接力三個項目。100m預賽成績為10秒21，成功晉級準決賽，但在準決賽只跑出10秒28而遭到淘汰。200m的預賽成績則為20秒46，無緣準決賽。4x100m接力擔任第一棒（小池祐貴－白石黃良良－桐生祥秀－Sani Brown），成績為37秒78，成功晉級決賽。決賽前因為狀況不佳遭到多田修平替換，決賽的陣容為多田修平－白石黃良良－桐生祥秀－Sani Brown，最終以37秒43拿下銅牌，同時寫下日本新紀錄與亞洲新紀錄。儘管沒有能在決賽出場，但小池祐貴在個人Instagram中也秀出了自己的獎牌，並表示儘管只跑預賽，但還是有領到獎牌。

## 國際大型運動賽會
| 年   | 賽事                 | 舉辦城市               | 名次  | 項目          | 記錄                                 |
| ---- | -------------------- | ---------------------- | ----- | ------------- | ------------------------------------ |
| 2013 | 中日韓青少年運動會   | 中国山東省濰坊市       | 金牌  | 100公尺       | 10.65秒                              |
| 2013 | 中日韓青少年運動會   | 中国山東省濰坊市       | 金牌  | 4×100公尺接力 | 41.26秒                              |
| 2014 | 世界青年田徑錦標賽   | 美国俄勒岡州雷恩郡尤金 | 第4名 | 200公尺       | 20.34秒                              |
| 2014 | 世界青年田徑錦標賽   | 美国俄勒岡州雷恩郡尤金 | 銀牌  | 4×100公尺接力 | 39.02秒                              |
| 2015 | 亞洲田徑錦標賽       | 中国湖北省武漢市       | 3h4   | 100公尺       | 10.70秒                              |
| 2015 | 夏季世界大學生運動會 | 光州廣域市             | 5sf1  | 100公尺       | 10.35秒                              |
| 2015 | 夏季世界大學生運動會 | 光州廣域市             | 金牌  | 4×100公尺接力 | 非決賽選手（ran heat）               |
| 2018 | 亞洲運動會           | 印度尼西亞雅加達       | 金牌  | 200公尺       | 20.228秒                             |
| 2018 | 亞洲運動會           | 印度尼西亞雅加達       | 銅牌  | 4×400公尺接力 | 3分01.94秒                           |
| 2018 | IAAF Continental Cup | 捷克奧斯特拉瓦         | 第4名 | 200公尺       | 20.57秒                              |
| 2019 | 亞洲田徑錦標賽       | 杜哈                   | 銀牌  | 200公尺       | 20.55秒                              |
| 2019 | 世界接力賽           | 日本神奈川縣横浜市     | h3    | 4×100公尺接力 | Disqualified（IAAF Rule 170.6（a）） |
| 2019 | 世界田徑錦標賽       | 杜哈                   | 7sf2  | 100公尺       | 10.272秒                             |
| 2019 | 世界田徑錦標賽       | 杜哈                   | 4h2   | 200公尺       | 20.46秒                              |
| 2019 | 世界田徑錦標賽       | 杜哈                   | 銅牌  | 4×100公尺接力 | 非決賽選手（ran heat）               |
| 2021 | 夏季奧林匹克運動會   | 日本東京都             | 4h4   | 100公尺       | 10.215秒                             |
| 2021 | 夏季奧林匹克運動會   | 日本東京都             | f     | 4×100公尺接力 | Did Not Finish                       |
| 2023 | 世界田徑錦標賽       | 匈牙利布達佩斯         | 第5名 | 4×100公尺接力 | 37.827秒                             |
| 2023 | 亞洲運動會           | 中国浙江省杭州市       | 5sf3  | 100公尺       | 10.22秒                              |
| 2023 | 亞洲運動會           | 中国浙江省杭州市       | 銀牌  | 4×100公尺接力 | 38.44秒                              |

## 統計
| 成績                   | 風速（m/s） | 反應時間 | 日期          | 地點                           | 地面條件（溼度，溫度，天氣狀況） |
| ---------------------- | ----------- | -------- | ------------- | ------------------------------ | -------------------------------- |
| 9.98秒                 | +0.5        | 0.137秒  | 2019年7月20日 | 英国 英格兰倫敦                | 57%，23℃，Partly cloudy          |
| 10.04秒                | +1.7        | 0.141秒  | 2019年5月19日 | 日本大阪府大阪市東住吉區       | 41%，25.5℃，Cloudy               |
| 10.09秒                | +0.2        | 0.138秒  | 2019年6月27日 | 日本福岡縣福岡市博多區         | 77.0%，27.0℃，晴                 |
| 10.09秒                | -0.3        | 0.118秒  | 2019年7月20日 | 英国 英格兰倫敦                | 57%，23℃，Partly cloudy          |
| 10.11秒                | +1.7        |          | 2019年7月16日 | 義大利帕多瓦                   |                                  |
| 10.11秒                | +0.4        | 0.142秒  | 2023年5月21日 | 日本神奈川県横浜市港北区小机町 |                                  |
| 10.13秒                | +2.0        | 0.136秒  | 2021年6月6日  | 日本鳥取縣鳥取市               | 43.0%，26.5℃，晴                 |
| 10.13秒                | +0.5        | 0.149秒  | 2022年6月9日  | 日本大阪府大阪市東住吉區       | 70.0%，24.4℃，晴                 |
| 10.14秒                | +1.7        | 0.143秒  | 2023年5月21日 | 日本神奈川県横浜市港北区小机町 |                                  |
| 10.15秒                | +0.9        | 0.153秒  | 2019年6月13日 | 挪威奧斯陸                     | 87%，16℃，Cloudy                 |
| 平均約10.09675875631秒 |             |          |               |                                |                                  |

| 成績                    | 風速（m/s） | 反應時間 | 日期          | 地點                     | 地面條件（溼度，溫度，天氣狀況） | Halves          |
| ----------------------- | ----------- | -------- | ------------- | ------------------------ | -------------------------------- | --------------- |
| 20.228秒                | +0.7        | 0.139秒  | 2018年8月29日 | 印度尼西亞雅加達         | 72%，28℃，Cloudy                 | 10.37秒/9.86秒  |
| 20.24秒                 | +0.9        | 0.139秒  | 2019年7月21日 | 英国 英格兰倫敦          | 52%，23℃，Cloudy                 |                 |
| 20.29秒                 | +0.7        |          | 2018年7月14日 | 比利时科特里克           |                                  |                 |
| 20.35秒                 | +0.2        | 0.156秒  | 2018年8月28日 | 印度尼西亞雅加達         | 68%，29℃，Cloudy                 |                 |
| 20.42秒                 | +0.8        | 0.162秒  | 2018年6月24日 | 日本山口縣山口市         |                                  | 10.48秒/9.94秒  |
| 20.44秒                 | +0.9        |          | 2018年7月9日  | 瑞士琉森                 |                                  |                 |
| 20.46秒                 | +0.5        | 0.167秒  | 2019年9月29日 | 杜哈                     | 71%，24℃                         | 10.44秒/10.02秒 |
| 20.46秒                 | +1.0        | 0.169秒  | 2021年6月27日 | 日本大阪府大阪市東住吉區 | 65.0%，25.8℃，曇                 |                 |
| 20.46秒                 | -0.4        | 0.196秒  | 2022年5月3日  | 日本靜岡県袋井市         | 37%，20.5℃，晴れ                 |                 |
| 20.48秒                 | -1.3        | 0.162秒  | 2019年6月30日 | 日本福岡縣福岡市博多區   | 84.0%，26.0℃，雨                 | 10.38秒/10.10秒 |
| 平均約20.382376759795秒 |             |          |               |                          |                                  |                 |

## 外部連結
- 小池祐貴在的頁面